# Lávový tunel

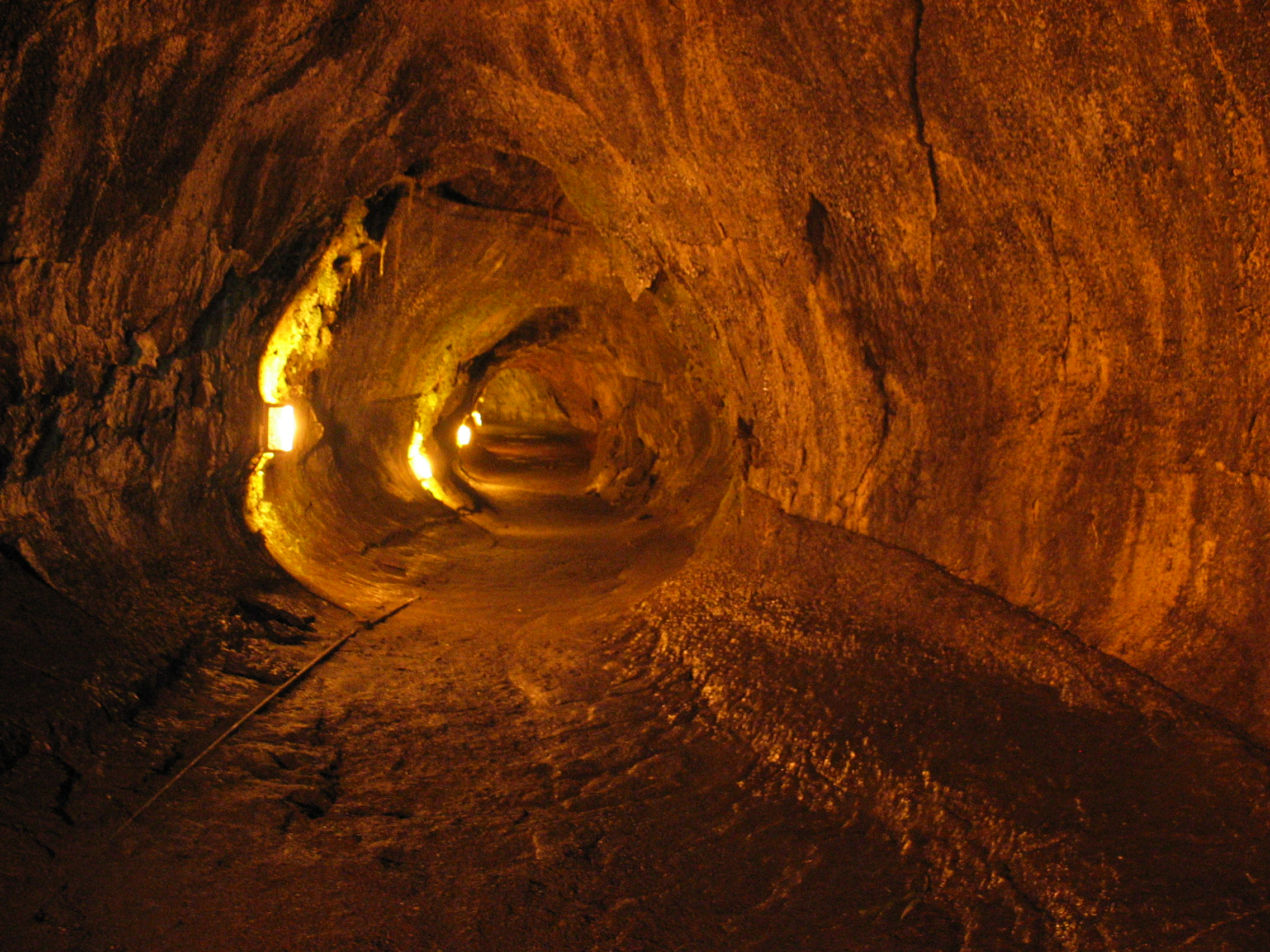
Lávový tunel Thurston v Havajském sopečném národním parku.

Lávový tunel je geologické označení pro podpovrchový útvar, vytvořený ztuhlou lávou. Lávový tunel vzniká v případech, kdy u lávového kanálu došlo ke vzniku stropu a následnému vyprázdnění kanálu po skončení přívodu lávy.

## Způsob vzniku
Ke vzniku stropu může dojít dvěma způsoby. V prvním horní vrstvy tekoucí lávy chladnou rychleji než spodní a vytvoří se tak strop z utuhlé lávy, v druhém případě je horní část lávového kanálu pokryta nánosy, které vytvoří pevný strop. Vznik lávového tunelu také vyžaduje, aby láva rychle tekla, ne aby došlo k explozivní erupci.
Láva chladne velmi pomalu, proto mohou být lávové tunely velmi dlouhé. V národním parku Tsavo v Keni se nachází největší lávový tunel na světě Leviathan (dlouhý přes 9 km).

## Výskyt
Lávové tunely se nacházejí na různých místech na Zemi. Nejznámější jsou tunely na Havaji, ale vyskytují se také např. na Azorských ostrovech Galapágách nebo na Sicílii.
Můžeme je však pravděpodobně nalézt i na jiných tělesech sluneční soustavy (např. na Měsíci nebo na Marsu), kde pravděpodobně vytvořily útvary nazývané Sinuous rilles.

## Život
Na stěnách tunelů jsou povlaky bakterií, které svoje živiny získávají přímo z lávy. Z vyšších živočichů žijí v havajských lávových tunelech např. cvrčci rodu Caconemobius, pavouci slíďáci, škvoři nebo mnohonožky. Ztratili, stejně jako většina ostatních troglobytů (živočichů žijících v jeskyních), zbarvení a obvykle také oči.